# 2010年7月英國

## 7月31日
- 前外相文禮彬等五名工黨黨魁候選人在曼徹斯特舉行辯論，有600名工黨支持者出席，文禮彬警告如不妥善應變，工黨有可能長期處於在野局面。BBC （页面存档备份，存于）
- 英軍表示在阿富汗南部清巢塔利班的行動取得進展。BBC （页面存档备份，存于）

## 7月30日
- 工黨籍前副首彭仕國勳爵出席伊拉克聆訊作供，表示情報機關當年提供有關伊拉克的武器情報「並非全部有十足的事實根據」。不過他辯稱自己無資格質疑情報提供的分析，並謂英國2003年出兵伊拉克「合法」，若可再作一次決定，也會支持出兵。BBC （页面存档备份，存于）
- 倫敦市市長批評政府計劃設立限額限制高技術非歐盟移民移居英國，是對實際情況缺乏認知的表現。市長又透露有日本銀行家抱怨政府過份規管，令倫敦的營商環境變得「可怕」。BBC （页面存档备份，存于）

## 7月29日
- 政府宣佈計劃由2011年10月起，停止將65歲定為預設退休年齡，意味僱主將不可再以僱員年滿65歲為理由將之辭退。BBC （页面存档备份，存于）
- 英揆大衛·卡梅倫接受BBC的政治專輯訪問，回顧在5月大選後數天商討組閣的關鍵日子。他坦言當時雖然覲見英女皇伊利沙伯二世，但未決定時否籌組聯合內閣。BBC （页面存档备份，存于）

## 7月28日
- 英倫銀行行長金默文表示對英國經濟復甦能力的擔憂，甚於通漲問題，意味英倫銀行會維持低利率政策。BBC （页面存档备份，存于）
- 內政大臣文翠珊建議廢除向干犯輕微罪行的青少年發出《反社會行為令》，指出《反社會行為令》欠缺阻嚇作用，又認為犯事的青少年應接受再教育，而非刑事刑罰。BBC （页面存档备份，存于）

## 7月27日
- 英揆大衛·卡梅倫對於土耳其遲遲未能加入成為歐盟成員國感到「憤怒」，並承諾會協助土耳其爭取加入歐盟。BBC （页面存档备份，存于）
- 內政大臣文翠珊簽署新條款，容許歐盟成員國的警察更容易地在英國國內取證調查。BBC （页面存档备份，存于）

## 7月26日
- 司法部宣佈，政府已放棄為強奸犯隱藏身份的建議立法，但會建議傳媒報導案件時，避免公開疑犯身份。BBC （页面存档备份，存于）
- 在5月大選期間曾被時任英揆白高敦稱為「偏執大嬸」的工黨支持者吉莉安·達菲（Gillian Duffy），表態會在黨魁選舉中投文禮彬一票。BBC （页面存档备份，存于）

## 7月25日
- 蘇格蘭首席部長亞歷克斯·薩蒙德（Alex Salmond）表態要求美國政府和英政府公開所有與洛克比空難的調查文件。BBC （页面存档备份，存于）
- 繼團結工會表態支持文立彬出任工黨黨魁後，另一黨魁候選人博禮文否認外界指他會棄選的傳聞，但他承認自己一開始就不是處於領先位置。BBC （页面存档备份，存于）

## 7月24日
- 前任英揆白高敦在烏干達首都坎帕拉發表演說，強調全球經濟發展將依賴非洲的經濟增長。這是白高敦自2010年5月卸任以來首次發表大型演說。BBC （页面存档备份，存于）
- 美國參議院有參議員再次去信蘇格蘭政府，要求內閣律政司與政府醫療專家出席洛克比空難聽證會，調查英國石油有否參與蘇格蘭政府釋放空難主犯阿卜杜拉·巴塞特·阿里·邁格拉希一事。BBC （页面存档备份，存于）

## 7月23日
- 前工黨籍財相希利勳爵的夫人埃德娜於星期三去世，終年92歲，教師出身的埃德娜生前也是作家和紀錄片製作人。每日電訊報 （页面存档备份，存于）、BBC （页面存档备份，存于）
- 政府最新數字顯示，英國第二季度經濟錄得百分之1.1增長，比預期的百分之0.6高出近一倍，也是自2006年以來錄得的最高增長。BBC （页面存档备份，存于）

## 7月22日
- 英揆大衛·卡梅倫在訪美之旅最後一日轉抵紐約，會見美國的財金界領袖，他表示英政府會調整外交政策，致力向外推動英國商業。BBC （页面存档备份，存于）
- 極右政黨英國國家黨黨魁尼克·格里菲斯（Nick Griffin）以歐洲議會議會身份，獲自動邀請出席由伊利沙伯二世與皇夫主持的白金漢宮遊園會。BBC （页面存档备份，存于）

## 7月21日
- 身在美國的英揆大衛·卡梅倫強調英軍會在2015年前撤出阿富汗，強調內閣沒有就此產生分歧。他解釋內閣未定下確實日子，是因為撤軍時間表要按實際情況決定。BBC （页面存档备份，存于）
- 據資深保守黨人士透露，內閣否決商務大臣祈維信博士早前提出向大學生徵收「畢業稅」的建議。BBC （页面存档备份，存于）

## 7月20日
- 前任軍情五處總監曼寧漢姆-布勒女男爵（Baroness Manningham-Buller）向伊拉克聆訊作供，批評英政府當年參與伊拉克戰爭的決定，令英國更進一步受恐怖主義威脅。BBC （页面存档备份，存于）
- 首次到美國作官式訪問的英揆大衛·卡梅倫將到白宮與美國總統奧巴馬展開會談，分析預料墨西哥灣漏油事件、阿富汗與環球經濟等議題將是會談重點。BBC （页面存档备份，存于）

## 7月19日
- 英揆大衛·卡梅倫對美國作首次官式訪問前夕，批評蘇格蘭政府在去年8月以同情理由釋放洛克比空難主犯阿卜杜拉·巴塞特·阿里·邁格拉希，是「完全錯誤」的決定。BBC （页面存档备份，存于）
- 英揆大衛·卡梅倫在利物浦一個公開場合宣佈啟動「大社會」計劃，表示要讓民眾有更大的參與程度，掌控地方事務。他否認計劃是要彌補因削減公共開支而縮減的公共服務。BBC （页面存档备份，存于）

## 7月18日
- 國際發展大臣麥俊高表示，政府計劃投放多四成資源到阿富汗的各項援助計劃，用以加快英軍從當地撤走，他表示增加的資源要從其他國家的援助計劃中扣除。據統計，政府在過去五年已投放超過5億英鎊到阿富汗的各項援助計劃。BBC （页面存档备份，存于）
- 民航管理局表示正設法安排因金徑旅行社結業而滯留希臘和土耳其等地的旅客返國，又表示除了大約有16,000名旅客滯留海外，亦有多達約50,000名旅客的行程安排因旅行社結業而受影響。BBC （页面存档备份，存于）

## 7月17日
- 專營土耳其和希臘遊的金徑（Goldtrail）旅行社昨日中午突然結業，有旅客昨日晚上抵達機場才得悉旅行社結業的消息。民航管理局初步估計大約16,000名旅客因旅行社結業而滯留海外，當局會盡快安排他們返國。BBC （页面存档备份，存于）
- 對於工黨籍前商務大臣文德森勳爵出版回憶錄，內容揭露貝理雅和白高敦之間的不和，工黨黨魁候選人文禮彬、文立彬和貝安德均加以批評，指文德森的著作破壞工黨。BBC （页面存档备份，存于）

## 7月16日
- 英揆大衛·卡梅倫會見英國石油主席，商討墨西哥灣漏油事件最新發展，而較早時候，英國石油宣佈已初步成功堵塞原油漏口。BBC （页面存档备份，存于）
- 保守黨籍上院議員泰勒勳爵，被控涉嫌透過六項假帳，以不誠實手法詐騙11,000鎊議員津貼，現正面臨刑事檢控。泰勒勳爵是保守黨首位黑人上議員，也是津貼醜聞爆發至今第六位遭起訴的國會議員。BBC （页面存档备份，存于）

## 7月15日
- 政府最新數字顯示，英格蘭及威爾斯2009年至2010年度的整體罪案率較上一年度下降百分之9，整體罪案數字降至960萬宗，是自1981年錄得最低的水平。不過，暴力罪行數字僅較上一年度下降百分之一，而性罪行更上升百分之6。BBC （页面存档备份，存于）
- 商務大臣祈維信博士表示因應大學資源緊絀張，當局正構思向大學畢業生開徵「畢業稅」，甚至將大學三年制改為兩年制節省成本。BBC （页面存档备份，存于）

## 7月14日
- 德文郡公爵計劃放售一批存放於家族宅第查茨沃思府（Chatsworth House）的古董，預定10月在蘇富比拍賣行公開拍賣。接受BBC訪問的德文郡公爵強調拍賣不是要周轉現金，而是府中古董太多，多得有些房門打不開。BBC （页面存档备份，存于）
- 政府最新數字顯示，英國2月至4月的失業人數下降34,000人至247萬人。BBC （页面存档备份，存于）

## 7月13日
- 工黨籍前商務大臣文德森勳爵繼續在《泰晤士報》刊載回憶錄，披露黨內高層如時任財相戴理德和國際發展大臣艾力生等，雖認為在白高敦帶領下的工黨必定會在大選落敗，但仍選擇支持白高敦。BBC
- 文德森勳爵又披露，白高敦任內與財相戴理德不和，白氏更否決了戴理德調高增值稅的方案，至於在大選期間，白高敦曾答應即使勝出大選，也會在一年內辭職，以顧全大局。BBC
- 國防部證實，一名叛變的阿富汗士兵在赫爾曼德省開槍襲擊英軍，三人陣亡，另四人受傷。BBC （页面存档备份，存于）

## 7月12日
- 工黨黨魁候選人博雅文接受BBC訪問時認為，工黨在英國大選時承諾四年內將財赤減半，做法「錯誤」。BBC （页面存档备份，存于）
- 北愛爾蘭貝爾法斯特新教徒發起一年一度的十二日節巡遊前夕，約200名反對巡遊的滋事者在西貝爾法斯特的百老匯一帶向警方掟汽油彈、石頭和瓶子，三名警員在騷亂中被滋事份子槍傷。BBC （页面存档备份，存于）
- 政府最新數字顯示英國今年首季GDP增長率維持在百份之0.3。BBC （页面存档备份，存于）
- 工黨籍前商務大臣文德森勳爵開始在《泰晤士報》刊載名為《第三者》的回憶錄，除了形容貝理雅和白高敦派系的多年內鬥是「自負的山頭主義」外，又披露自民黨黨魁尼克·克萊格堅持要白高敦辭去首相一位，才可換取兩黨合組聯合政府的可能。BBC （页面存档备份，存于）

## 7月11日
- 曾批評世襲貴族「冒犯民主」的新任上院議員彭仕國勳爵接受BBC訪問，強調接受貴族爵位是為了在另一平台參政和發聲，他又表示封爵得到妻子支持。BBC （页面存档备份，存于）
- 工黨黨魁候選人貝安德接受BBC訪問，指貝理雅派系和白高敦派系多年來的內鬥，是工黨積弱成因。BBC （页面存档备份，存于）

## 7月10日
- 內政部表示現正「緊急檢討」是否需要剝奪俄國女間諜安娜·查普曼（Anna Chapman）的英國護照。BBC （页面存档备份，存于）
- 泰恩（Tynside）連環槍擊案中，警方證實在槍手自殺前，曾發射電槍試圖制服槍手。BBC （页面存档备份，存于）

## 7月9日
- 財相歐思邦會見公型機構員工，為政府如何開源節流收集意見，他表示政府自設立專門網站收集意見以來，已收到65,000份建議。但工會批評政府的做法等如叫公務員獻計裁減公務員。BBC （页面存档备份，存于）
- 教育大臣高文浩建議英格蘭地區的校長年薪不應高於英國首相的142,500英鎊。校長頂薪是每年109,000英鎊，但學校校董會可行使權力發放額外薪酬，現時超過100名校長的年薪達150,000英鎊，部份更達180,000鎊。BBC （页面存档备份，存于）

## 7月8日
- 工黨籍前副首相彭仕國到上議院出席晉爵儀式，成為彭仕國勳爵，封邑是侯城河畔京士頓。BBC （页面存档备份，存于）
- 選舉委員會公佈，前外相文禮彬在工黨黨魁選舉中獲得185,000英鎊捐款，遠超其他四名候選人。BBC （页面存档备份，存于）

## 7月7日
- 英女皇伊利沙伯二世由加拿大轉抵美國紐約訪問，除了自1957年再次向聯合國大會致辭外，亦到世貿九一一原爆點致送花圈。BBC （页面存档备份，存于）、BBC （页面存档备份，存于）
- 國防大臣霍理林醫生證實英軍會在2010年底撤離阿富汗赫爾曼德省聖金地區，屆時該地區會由美軍接管。BBC （页面存档备份，存于）

## 7月6日
- 英揆大衛·卡梅倫宣佈會設立由法官出任主席的委員會，專門負責研訊包括軍情五處在內的情報和反恐機構，曾否嚴刑拷問嫌疑恐怖份子，他承諾如果查明屬實，證明有被扣押的疑犯遭受不公對待，政府會作出補償。BBC （页面存档备份，存于）
- 內閣廳長官麥浩德公佈政府削減公務員方案，表示被裁減的公務員只可獲發最多12個月薪酬，而自願離職的公務員可獲發最多15個月薪酬。工會批評方案「極度欺人太甚」，揚言會發動罷工。BBC （页面存档备份，存于）
- 包括前匯豐銀行副主席兼前香港行政局首席非官守議員鄧蓮如女男爵在內的三名上議院貴族遞交辭職信，放棄上院議席，以免因上院通過的新例，令為他們要為海外收入照樣繳稅。BBC （页面存档备份，存于）

## 7月5日
- 英國廣播公司信託通過關閉BBC亞洲網絡的決定，但以數碼廣播播放的BBC音樂6台則獲得保留。BBC （页面存档备份，存于）
- 副相尼克·克萊格宣佈計劃在2011年5月5日就是否改革英國的選舉制度進行公投，但由於與蘇格蘭、威爾斯和北愛爾蘭的選舉撞期，反對黨批評他刻意要推高投票率，但克萊格辯稱選在同一日投票是要節省選舉成本。BBC （页面存档备份，存于）

## 7月4日
- 英國廣播公司總監馬克·湯普森接受BBC，表示支持公開演員的整體薪酬水平，但認為公開個別演員的薪酬是「錯誤」的做法。BBC （页面存档备份，存于）
- 對於有政府部門被要求提交方案削減百分之25至百分之40開支，運輸大臣夏文達表示部門提交的方案只具參考性質，最終不會有部門被要求削減百分之40開支，但個別部門可能要削減比百分之25「稍多」的開支。至於財相歐思邦早前在《緊急財政預算案》中，則定下部門削減開支百分之25的指標。BBC （页面存档备份，存于）

## 7月3日
- 內政大臣文翠珊表示，前工黨政府在4月通過的《平等法案》會如期在本年10月生效。根據法案，僱主日後要為公司進行性別薪酬調查，以確保員工薪酬不會因性別而同工不同酬。BBC （页面存档备份，存于）
- 政府公開每年賺取超過六位數字薪酬的半官方機構僱員名單，有逾150人上榜，薪金最高的是奧運付運局行政總裁大衛·希金斯，一共394,999英鎊。財政部主計長麥浩德表示公開薪金水平有助鼓勵半官方機構調低高層薪酬。BBC （页面存档备份，存于）

## 7月2日
- 倫敦南部一所中學發生致命學生毆鬥事件，一名15歲學生被人用刀刺死，另一名青年手臂亦被刀刺傷，警方事後拘捕四人。BBC （页面存档备份，存于）
- 英格蘭足總證實，雖然英格蘭隊在南非世界盃被德國隊慘敗，64歲的意大利籍教練卡比路獲得留任。BBC （页面存档备份，存于）

## 7月1日
- 繼英揆大衛·卡梅倫較早前表示英軍將於2015年前徹出阿富汗後，外相夏偉林接受BBC訪問時認為，如果阿富汗到2014年仍未能負責自己的國土安全，他會感到「相當意外」。不過，夏偉林堅稱政府未有撤軍時間表，而坊間有報導指內閣就何時撤軍出現分歧。BBC （页面存档备份，存于）
- 前韋斯咸足球員卡倫·迪雲樸被控去年襲擊懷有七個月身孕的親姊一案，獲盧頓皇室法庭裁定罪名不成立。BBC （页面存档备份，存于）

| 依月份排列新聞動態 |
| \| - 2014年英國：1月 - 2月 - 3月 - 4月 - 5月 - 6月 - 7月 - 8月 - 9月 - 10月 - 11月 - 12月 - 2013年英國：1月 - 2月 - 3月 - 4月 - 5月 - 6月 - 7月 - 8月 - 9月 - 10月 - 11月 - 12月 - 2012年英國：1月 - 2月 - 3月 - 4月 - 5月 - 6月 - 7月 - 8月 - 9月 - 10月 - 11月 - 12月 - 2011年英國：1月 - 2月 - 3月 - 4月 - 5月 - 6月 - 7月 - 8月 - 9月 - 10月 - 11月 - 12月 - 2010年英國：1月 - 2月 - 3月 - 4月 - 5月 - 6月 - 7月 - 8月 - 9月 - 10月 - 11月 - 12月 - 2009年英國：1月 - 2月 - 3月 - 4月 - 5月 - 6月 - 7月 - 8月 - 9月 - 10月 - 11月 - 12月 - 2008年英國：1月 - 2月 - 3月 - 4月 - 5月 - 6月 - 7月 - 8月 - 9月 - 10月 - 11月 - 12月 檢閱 \| |
| - 2014年英國：1月 - 2月 - 3月 - 4月 - 5月 - 6月 - 7月 - 8月 - 9月 - 10月 - 11月 - 12月 - 2013年英國：1月 - 2月 - 3月 - 4月 - 5月 - 6月 - 7月 - 8月 - 9月 - 10月 - 11月 - 12月 - 2012年英國：1月 - 2月 - 3月 - 4月 - 5月 - 6月 - 7月 - 8月 - 9月 - 10月 - 11月 - 12月 - 2011年英國：1月 - 2月 - 3月 - 4月 - 5月 - 6月 - 7月 - 8月 - 9月 - 10月 - 11月 - 12月 - 2010年英國：1月 - 2月 - 3月 - 4月 - 5月 - 6月 - 7月 - 8月 - 9月 - 10月 - 11月 - 12月 - 2009年英國：1月 - 2月 - 3月 - 4月 - 5月 - 6月 - 7月 - 8月 - 9月 - 10月 - 11月 - 12月 - 2008年英國：1月 - 2月 - 3月 - 4月 - 5月 - 6月 - 7月 - 8月 - 9月 - 10月 - 11月 - 12月 檢閱       |